# (9751) Kadota
(9751) Kadota est un astéroïde de la ceinture principale.

## Description
(9751) Kadota est un astéroïde de la ceinture principale. Il fut découvert le 20 août 1990 à Geisei par Tsutomu Seki. Il présente une orbite caractérisée par un demi-grand axe de 2,43 UA, une excentricité de 0,18 et une inclinaison de 2,8° par rapport à l'écliptique.

## Compléments